# Един оглед по етнографията на Македония
„Един оглед по етнографията на Македония“ е книга на българския общественик Спиро Гулабчев, излязла на български език в 1887 година в Габрово. Книгата е обобщение на наблюденията на Гулабчев върху националностите в Македония и прави обзор на разпространението на националностите в областта, както и на техния език.